# Birtavarre
Birtavarre (en sami septentrional: Gáivuonbahta; en kven: Pirttivaara) es un poblado del municipio de Kåfjord en la provincia de Troms, Noruega. Se encuentra en la orilla del río Kåfjordelva (en sami septentrional: Gáivuoneatu) en el fin del Kåfjorden, en una zona del valle de Kåfjorddalen llamada Kåfjordbotn (en sami septentrional: Gaivuonbahta). Es sede de la capilla de Birtavarre

## Ubicación
Birtavarre está a un costado de la ruta europea E6, a 18,3 km al sudeste de Olderdalen (en el norte del fiordo) y a 12,5 km de Samuelsberg y Manndalen (al sur del fiordo). 

## Etimología
Birtavarre fue un pueblo minero con fundidoras en Ankerlia (conservadas en el Museo de Nord-Troms), siendo en este período en donde se le dio su nombre. Antes recibía la denominación de Kåfjordbotn (fin del Kåfjorden). Cuando se inicaron las faenas mineras en Kåfjord en el vecino municipio de Alta, los trabajadores se confundían. Esto dio paso al cambio de nombre. En idioma sami, Gáivuonbahta, deriva del nombre Kåfjordbotn. La denominación actual proviene del monte Pirttivaara, en idioma kven.